# Калланан, Мартин
Мартин Калланан, барон Калланан (8 августа 1961, Ньюкасл-апон-Тайн) — британский консервативный политик, депутат Европарламента (1999—2014). Проиграв перевыборы в 2014 году, присоединился к Палате Лордов, став бароном. В июне 2017 года вошёл в правительство Терезы Мэй как зам.министра транспорта, в октябре 2017 года стал помощником министра по выходу Великобритании из ЕС.

## Политическая карьера
Мартин Калланан вступил в ряды консервативной партии Великобритании в 1983 году. Неудачи на местных выборах компенсировались в 1999 году, когда М.Калланан стал депутатом Европарламента. С 2009 года он являлся лидером парламентской фракции Европейские консерваторы и реформисты. Одновременно с этим он был членом парламентского комитета по вопросам окружающей среды и продовольственной безопасности.
Проиграв выборы в 2014 году, Калланан стал первым руководителем парламентской фракции, не сумевшим переизбраться.
Заслуги Мартина Калланана на поприще Евродепутата были отмечены пожизненным званием барона.
Как представитель палаты Лордов барон Калланан был назначен заместителем министра транспорта в правительстве Терезы Мэй, а затем стал помощником министра по выходу Великобритании из ЕС.

## Внешние ссылки
- Profile on European Parliament website Архивная копия от 28 сентября 2011 на Wayback Machine